# 绿背党
绿背党（英語：Greenback Party），亦称独立党（英語：Independent Party）、国家独立党（英語：National Independent Party）和绿背劳动党（英語：Greenback Labor Party），是美国的一个活跃于1874年至1889年的反垄断主义政党。该党曾参加过1876年、1880年和1884年的总统选举。
绿背党的命名来源于美国在南北战争期间发行的“绿钞”。该党反对通货紧缩，支持通货膨胀。由于他们的政策能降低债务人的偿债代价，减少了农民的负担。绿背党得到了美国东部多个城市的劳工、债务人和农民的支持。除此之外，绿背党还支持八小时工作制，要求工厂设立安全规定并禁止雇佣童工。
1889年，绿背党正式解散，新成立的人民党崛起，成为新的左翼第三党。

## 扩展阅读
- Barrett, Don C. . Cambridge, MA: Harvard University Press. 1931.
- Campbell, Alexander. . Chicago. 1868.
- Cooper, Peter. . New York: Peter Cooper/Trow's Printing and Bookbinding. 1876.
- Mitchell, Wesley Clair. . Chicago: University of Chicago Press. 1903.
- Mitchell, Wesley Clair. . Berkeley, CA: University of California Press. 1908.
- Ritter, Gretchen. . New York: Cambridge University Press. 1997.
- Usher, Ellis B. . Milwaukee: E. B. Usher. 1911  [2013-09-25].